# Filtracija
Filtracija (prema filtar) je fizikalna separacijska tehnika i tehnološka operacija razdvajanja heterogenih smjesa čvrstih tvari od kapljevitih ili plinovih tvari s pomoću porozne pregrade (filtarsko sredstvo), koja je smještena u prikladnoj napravi ili aparatu (filtar).
Filtracija je također propuštanje plina (često aerosoli) ili tekućine kroz polupropusnu pregradu (na primjer filtar-papir) s ciljem da se iz plina ili tekućine odstrane nepoželjne čvrste čestice. Plin ili tekućina pročišćeni na ovaj način se nazivaju filtrati, dok se čvrste čestice zadržane u filtru nazivaju talog.

## Procjeđivanje ili filtracija vode
Procjeđivanje ili filtracija vode je postupak propuštanja vode kroz poroznu sredinu (filtarski materijal). Primjenjuje se za uklanjanje koloidnih čestica i mikroorganizama (prvenstveno bakterija) koji su nakon procesa taloženja zaostali u vodi, naročito najsitniji koloidi koji se nisu uspjeli slijepiti u flokule, već su proslijedili tokom vode dalje. Kod procjeđivanja će i te čestice zaostati u dodiru s filtarskim materijalom. U vodovodnoj se praksi kao osnovni filtarski materijal primjenjuje kvarcni pijesak. Ova vrsta pijeska sadrži silicijev dioksid (SiO2), koji vrlo povoljno neutralizira preostale moguće sile koloida zaostalih u vodi nakon procesa taloženja. Na procjeđivanje se dovodi vodu s mutnoćom do 8 (iznimno 16) [°NTU], jer bi veća mutnoća izazvala prebrzo onečišćenje filtarskog materijala, odnosno potrebu njegovog vrlo čestog pranja (čišćenja).
Procjeđivanje je složen postupak koji objedinjuje:
- mehaničko djelovanje, koje se sastoji u odstranjivanju čestica većih od pora filtarskog materijala,
- adhezijsko djelovanje, koje se ogleda u prianjanju čestica na površini filtarskog materijala,
- adsorpcijsko djelovanje, koje se očituje u pripijanju (na površini filtarskog materijala) čestica koje s vodom prodiru u poroznu sredinu,
- taložno djelovanje, koje se sastoji u gravitacijskom izdvajanju čestica koje s vodom prodiru u unutrašnjost filtarskog materijala,
- kemijsko djelovanje, koje se očituje u rastavljanju (disociranju) muteži na sitnije dijelove ili u njenom pretvaranju u netopivu masu koja se potom uklanja iz vode,
- biološko djelovanje, koje se ogleda u stvaranju biološke opne ili prevlake (filma, membrane) od mikroorganizama.

Postupak procjeđivanja se odvija u posebnim objektima – procjeđivačima (filtrima).

## Filtracija ulja
Filtar ulja ili uljni filtar ima zadatak da razinu prljavštine ulja smanji na dozvoljenu vrijednost. Time se hidraulički dijelovi štite od prekomjernog trošenja i povećava se pouzdanost rada hidrauličkog i ostalih sustava. Filtar ulja koji se koristi kod automobila potrebno je promijeniti svaki put kad se mijenja i ulje u automobilu.

## Razdvajanje čvrstih od plinovitih tvari
Filtri za plinove mehanički su uređaji koji plinove čiste propuštanjem kroz porozno filtarsko sredstvo (tkanina, pust, žičano pletivo, porozan papir). Ono zadržava čvrste čestice veće od otvora ili pora, ali i mnogo manje, jer vlakna i niti djeluju slično deflektoru u inercijskim otprašivačima (ciklonsko odvajanje). Razlikuju se filtri za čišćenje industrijskih plinova (obično sadrže i više od 50 g/m³ praha koji potječe od mehaničkih ili kemijskih operacija i koji često treba hvatati radi daljnje preradbe) i za čišćenje zraka (sadrže manje od 10 g/m³ praha, koji gotovo nikada ne treba hvatati). Filtri za industrijske plinove grade se u obliku vreća, cijevi ili komora od uokvirenih ploča, a koriste se u proizvodnji čađe, cementa i kemijskih proizvoda, u željezarama, talionicama, ljevaonicama, mlinovima, u rudarstvu i drugo, dok se filtri za čišćenje zraka (od prašine, dima i slično) najčešće ugrađuju u sustave za grijanje, ventilaciju i klimatizaciju.

### Filtracija aktivnim ugljenom
Filtracija aktivnim ugljenom se koristi za pročišćavanje zraka i plinova (pročišćavanje zraka, pročišćavanje bioplina, uklanjanje mirisa, pročišćavanje dimnih plinova, pročišćavanje prirodnog, filtriranje para otapala), procjeđivanje vode (procjeđivanje vode za piće, procjeđivanje industrijskih ili komunalnih otpadnih voda, pročišćavanje kotlovskih i rashladnih voda, u filterima za kućnu upotrebu, za pročišćavanje vode u bazenima i akvarijima), obrada tekućina (aktivni ugljen se koristi za uklanjanje otopljenih organskih spojeva, te za kontrolu okusa i mirisa u kemijskoj, farmaceutskoj i prehrambenoj industriji, kao što su glukoza, masti i ulja, glutamati, šećeri, pivo i sokovi) i za posebne primjene (kod prerade zlata, membranske filtracije, u duhanskoj industriji, u klimatizacijskim uređajima, kod raznih katalitičkih procesa i drugo).